# Veľká Ves
Veľká Ves este o comună slovacă, aflată în districtul Poltár din regiunea Banská Bystrica. Localitatea se află la altitudinea de 204 m deasupra n.m., se întinde pe o suprafață de 9,8 km2 și în 2017 număra 443 de locuitori. Se învecinează cu comuna Kalinovo.

## Istoric
Localitatea Veľká Ves este atestată documentar din 1335.

## Demografie
| An:                | 1994 | 2004   | 2014   | 2024   |
| ------------------ | ---- | ------ | ------ | ------ |
| Număr de persoane: | 441  | 428    | 450    | 410    |
| Diferență:         |      | −2,94% | +5,14% | −8,88% |

| An:                | 2023 | 2024   |
| ------------------ | ---- | ------ |
| Număr de persoane: | 406  | 410    |
| Diferență:         |      | +0,98% |